# 南靖武庙
南靖武庙，位于中国福建省南靖县山城镇新民路，为一个省级文物保护单位，类型为古建筑，为第四批福建省文物保护单位，公布时间为1996年9月2日。
南靖武庙的历史年代为清。